# Pharotis imogene
Pharotis imogene — вид рукокрилих, родини Лиликові.

## Поширення, поведінка
Країни поширення: Папуа Нова Гвінея. Вид був зібраний нижче 100 м над рівнем моря. Лаштує сідала громадами в низинних склерофільних рідколіссях, хоча невідомо, чи на деревах чи в печерах. Навіть загальне середовище проживання не відоме, але передбачається, що це або саванове рідколісся, або низинні дощові ліси з ділянками саванового рідколісся.

## Морфологія
Голова і тіло довжина від 47 до 50 мм, довжина хвоста 42 мм до 43 мм, задні ступні довжиною від 7,8 до 9,3 мм, передпліччя від 37,5 до 36,6 мм, вуха завдовжки від 24,4 до 25,0 мм. Подібний до роду Nyctophilus, різниться коротшим писочком, більшими вухами і носовим листом.

## Загрози та охорона
Цей вид знаходиться під загрозою через втрати середовища проживання навколо населених пунктів. Цей вид не був записаний у будь-яких охоронних територіях.